# Otto Lehner
Otto Lehner (* 20. August 1893 in Gföhl, Niederösterreich; † 22. Mai 1981 in Wien) war ein österreichischer Politiker (ÖVP).

## Leben
Otto Lehner war von Beruf Kaufmann im Groß- und Außenhandel. 1947 bis 1949 vertrat er Wien als Mitglied im Bundesrat. Danach wechselte er als Abgeordneter in den Wiener Landtag und Gemeinderat, in welchem Lehner von 1949 bis 1954 ein Abgeordnetenmandat innehatte.